# Shahin Najafi
Pour les articles homonymes, voir Najafi.
Shahin Najafi (en persan : شاهین نجفی) (né le 10 septembre 1980 à Bandar-e Anzali) est un chanteur, compositeur et guitariste iranien, résidant actuellement en Allemagne. Les chansons de Shahin traitent de sujets comme la théocratie, la pauvreté, le sexisme, la censure, l'esclavage des enfants, l'exécution, la toxicomanie, et l'homophobie,.

## Biographie
Najafi est né en 1980 à Bandar-e Anzali, dans la province de Gilan, en Iran. Il a étudié la sociologie à l'université, mais n'ayant pas obtenu un diplôme après avoir exprimé un désir d'apprendre la sociologie au sein de la société plutôt que d'une salle de classe. De travail à l'origine comme un poète en Iran, il a aussi été formé dans les deux classique et flamenco guitares style. Il a également commencé à travailler avec plusieurs groupes underground en Iran. Sous la pression du gouvernement iranien pour supprimer les messages politiques de sa musique, il a immigré en Allemagne en 2005, et a commencé avec Tapesh 2012,. Le groupe est bien accueilli par la communauté iranienne et les médias, en partie en raison de Najafi est socialement et politiquement chargée paroles. Il quitte le groupe au début de l'année 2009.
Les chansons de Najafi sont un mélange des protestations contre les gouvernements religieux, la pauvreté, le sexisme, la censure, et la toxicomanie. La chanson Le pouvoir des étudiants en Iran centrée sur le harcèlement rencontré par les étudiants progressistes en Iran, alors que We Are Not Men est une réponse aux tentatives du gouvernement visant à réprimer le mouvement en plein essor de garantir l'égalité des droits pour les femmes. Le chanteur reprend également des poèmes de Fateme Ekhtesari elle-même, sous le coup de la justice iranienne.

## Fatwas et menaces de mort
Après la sortie de Ay Naghi!,, le Grand Ayatollah Lotfollah Safi Golpaygani, un chiite de 94 ans résidant à Qom, réclame la peine de mort contre Najafi pour apostasie,,,,,. Le Grand Ayatollah Naser Makarem-Shirazi, déclare aussi Najafi coupable d'apostasie,,. En mai 2012, déjà 800 signataires en Iran rejoignent Facebook appelant à l'exécution de Najafi, se disant même prêts à l'assassiner si nécessaire. Un site web iranien, Shia-Online.ir, offrira une récompense de US$100 000 pour quiconque assassinerait Najafi.
En mai 2012, le site web HonareNab.ir poste un jeu en flash intitulé Shoot the Apostates invitant les internautes à tuer Najafi,,,.

## Discographie
- 2008 : ما مرد نیستیم (nous ne sommes pas des hommes)
- 2009 : توهم (illusion)
- 2010 : سال خون (L'année de sang)
- 2012 : هیچ هیچ هیچ (Rien, rien, rien)
- 2013 : ترامادول (Tramadol)
- 2014 : 1414
- 2015 : ص (Ṣād)